# Pygarctia flavidorsalis
Pygarctia flavidorsalis är en fjärilsart som beskrevs av Barnes och Mcdunnough 1913. Pygarctia flavidorsalis ingår i släktet Pygarctia och familjen björnspinnare. Inga underarter finns listade.